# Giáo hoàng Hônôriô II
Hônôriô II (Latinh: Honorius II) là người kế nhiệm Giáo hoàng Callixtus II và là vị giáo hoàng thứ 163 của Giáo hội Công giáo.
Theo niên giám tòa thánh năm 1806 thì ông đắc cử Giáo hoàng năm 1124 ở ngôi Giáo hoàng trong 5 năm 18- 25 ngày. Niên giám tòa thánh năm 2003 xác định ông đắc cử Giáo hoàng vào ngày 15 tháng 12 năm 1124, ngày khai mạc chức vụ mục tử đoàn chiên chúa là ngày 21 tháng 12 và qua đời ngày 13 tháng 2 năm 1130.

## Trước khi trở thành giáo hoàng
Giáo hoàng Honorius II xuất thân từ một gia đình bình dân trong miền Fiagnano gần Imola, Romagne thuộc Đế quốc La Mã thần thánh vào thế kỷ XII với tên thật là Lamberto hay còn gọi là Lamberto Scannabecchi.
Học vấn của ông làm cho Giáo hoàng Pascal II quý mến nên gọi ông đến ở bên cạnh mình tại Rôma. Lamberto là một trong những hồng y đã theo Gêlasiô II trong cuộc lưu đày của ông này vào năm 1118-1119. Biểu lộ sự chống đối với quyền của hoàng đế được lựa chọn các Giám mục của đế quốc mình.
Lamberto trở thành một sự lựa chọn để được cử làm đặc sứ bên cạnh Henry V vào năm 1119 với thẩm quyền để đạt được một thỏa thuận về quyền trao chức. Sự chống đối này đã kết thúc với thỏa ước Worms Pactum Calixtium (Thỏa ước Calixtô) mà người ta còn gọi nó là thỏa ước Pacyum Lamberti ngày 23 tháng 9 năm 1113. Trước khi đắc cử Giáo hoàng, ông là Hồng y Ostia từ năm 1117.

## Cuộc bầu cử giáo hoàng
Sau khi Giáo hoàng Calixtus II qua đời, ngày 15 hoặc 16 tháng 12 năm 1124, hồng y linh mục Teobaldo Boccapecora, được bầu làm Giáo hoàng với danh hiệu là Cêlestinô II.
Tuy nhiên, ngày hôm sau trong lúc ông đang tham dự đọc Kinh Te Deum (kinh tạ ơn) trước mắt các hồng y, ông bị tấn công và bị cưỡng ép bởi những người đàn ông thuộc phe cạnh tranh với phe đã làm cho ông được bầu.
Bị thương tích và tổn thương, dù muốn dù không, Cêlestinô II đã buộc phải từ bỏ ngai Giáo hoàng. Cêlestinô II không bao giờ được thừa nhận là một Giáo hoàng hợp pháp và trong danh sách Giáo hoàng thường được xem là một phản Giáo hoàng.
Honorius II đã được tôn lên làm Giáo hoàng ngày 21 tháng 12 năm 1124 bởi những người phản loại. Vài ngày sau ông mới được chấp nhận là được bầu chính thức.

## Triều giáo hoàng
Honorius II canh tân những mối quan hệ thân hữu với gần hết các triều đình ở các nước châu Âu nhằm liên minh chống lại quân Saracens. Đến khi hoàng đế Basilio I lên ngôi, Hadriano II triệu tập công đồng Constantinopolis IV. Theo lời xin của vua Boris, công đồng đặt Giáo hội Bungari trực thuộc Giáo chủ đế đô.
Sức khoẻ rất kém, Honorius II đã về hưu ở tu viện San Gregorio tại Celio. Chính trong triều ông Dòng Prémontré và dòng Đền thờ được phê chuẩn. Ông được an táng trong Vương cung thánh đường thánh Gioan Latran.